# Emma D'Arcy
Emma Zia D'Arcy (Gloucestershire, 27 de junio de 1992) es profesional de la actuación en cine, televisión y teatro de identidad de género no binario. A lo largo de su carrera ha aparecido en varias producciones televisivas como Truth Seekers y Wanderlust. Desde 2022, interpreta a Rhaenyra Targaryen en su versión adulta en la serie de televisión de HBO La casa del dragón, precuela derivada de Juego de Tronos que se estrenó el 21 de agosto de dicho año.

## Biografía

### Inicios en el teatro
Asistió a la Ruskin School of Art, una escuela de arte de la Universidad de Oxford, donde estudió Bellas Artes. Durante sus estudios universitarios apareció en varias producciones teatrales, incluidas Romeo y Julieta, The Games We Played y The Crucible en The Yard Theatre.
En 2016, D'Arcy interpretó a Tammy Frazier en Callisto: A Queer Epic, dirigida por Thomas Bailey, en el Teatro Arcola. Interpretó a Bell en la producción de abril de 2017, A Girl in School Uniform (Walks into a Bar), en el West Yorkshire Playhouse. En agosto de 2017, apareció junto a Ben Whishaw en Against del dramaturgo Christopher Shinn, en el Teatro Almeida. Aleks Sierz de The Arts Desk elogió la actuación de D'Arcy, así como los «maravillosos momentos de humor irónico y aguda percepción emocional» de la producción.
En 2018, regresó al Teatro Arcola para interpretar a Lucrezia en la adaptación de Hal Coase de la obra Mrs. Dalloway de la escritora británica Virginia Woolf. Recibió elogios por su actuación «sorprendente» y la producción fue elogiada por su elegante simplicidad y estilo teatral. En 2019, apareció en la producción de The Yard Theatre de Las brujas de Salem de Arthur Miller. Se le atribuyó el mérito de ser fascinante y convincente en su papel de Elizabeth Proctor. La producción fue aclamada y la crítica Fiona Mountford de The Evening Standard, calificó la obra como la mejor adaptación de The Crucible que jamás había visto.

### Televisión y cine
Además de sus apariciones en el teatro, también ha actuado en varias producciones de televisión, incluida Truth Seekers, una serie de comedia de terror protagonizada por Nick Frost para Amazon Prime Video en 2020. Asimismo, ha aparecido en la serie de la BBC One de Nick Payne coproducida por Netflix Wanderlust, que debutó en 2018, así como en la segunda temporada de la serie de Amazon Prime Video Hanna (rodada parcialmente en Barcelona). También en 2020 apareció en la película de comedia dramática Misbehavior, dirigida por Philippa Lowthorpe.
En 2021 pasó a formar parte del elenco de la serie de HBO La casa del dragón, precuela de Juego de Tronos donde interpreta el papel de la reina Rhaenyra Targaryen, una jinete de dragón de pura sangre valyria. La serie comenzó su producción en abril de 2021 y la primera temporada, que consta de diez episodios, se estrenó el 21 de agosto de 2022. La acción tiene lugar unos 200 años antes de los eventos relatados en Juego de Tronos; concretamente, 172 años antes del nacimiento de Daenerys Targaryen. Trata específicamente sobre las consecuencias de la guerra conocida como la Danza de los Dragones. También en 2021, apareció en Mothering Sunday, que se estrenó en el Festival de Cine de Cannes, junto a Olivia Colman, Colin Firth, Josh O'Connor y Odessa Young. La película está dirigida por Eva Husson y explora las divisiones de clase y la culpa de los sobrevivientes de la posguerra en 1924.
En 2022, se unió al elenco de la película Anna, que trata sobre la vida y la muerte de la periodista opositora rusa Anna Politkávskaya. Sin embargo, debido a problemas de agenda, tuvo que abandonar el proyecto y su papel fue reemplazado por Naomi Battrick.
Ejerce la codirección artística de la compañía de teatro Forward Arena Company en Londres; su agencia representante es Roxanne Vaca Management, con sede en el Reino Unido.

## Vida personal
D'arcy es una persona de género no binario y usa los pronombres they/them. En una entrevista con The Hollywood Reporter comentó que ser de género no binario fue de ayuda a la hora de interpretar a Rhaenyra Targaryen:

Rhaenyra tiene una batalla constante con lo que significa ser mujer y es fundamentalmente una forastera. Está aterrorizada por quedar atrapada en la maternidad y es consciente de cómo su posición sería diferente si fuera un hombre. Soy una persona no binaria. Siempre he sentido atracción y repelencia por las identidades masculina y femenina y creo que eso se desarrolla con sinceridad aquí. Ella no puede asistir a la corte de una manera que sea fácil para otras personas.

## Filmografía

### Películas
| Año  | Título                | Papel         | Notas                           | Ref.   |
| ---- | --------------------- | ------------- | ------------------------------- | ------ |
| 2015 | United Strong Alone   | Francotirador | Cortometraje                    |        |
| 2019 | O Holy Ghost          | Stephanie     | Cortometraje                    |        |
| 2020 | Misbehavior           | Hazel         |                                 | [ 13 ] |
| 2021 | Mothering Sunday      | Emma Hobday   |                                 | [ 18 ] |
| 2023 | For people in trouble | Jenny         | Cortometraje                    | [ 25 ] |
| 2023 | The Talent            | Tommy         | Cortometraje, también productor | [ 26 ] |

### Televisión
| Año           | Título                | Papel                     | Notas                                        | Ref.   |
| ------------- | --------------------- | ------------------------- | -------------------------------------------- | ------ |
| 2018          | Wanderlust            | Naomi Richards            | Papel principal; 6 episodios                 |        |
| 2019          | Wild Bill             | Alma                      |                                              |        |
| 2020          | Hanna                 | Sonia Richter             | 2 episodios                                  |        |
| 2020          | Truth Seekers         | Astrid                    | Papel principal; 8 episodios                 | [ 3 ]  |
| 2021          | The Missing: Baptiste | Chica en la reunión de NA | Episodio 2x02                                |        |
| 2021          | Foresight             | Enfermera                 | Episodio «They Heard Him Shout Allahu Akbar» |        |
| 2022-presente | La casa del dragón    | Rhaenyra Targaryen        | Papel principal; 13 episodios                | [ 27 ] |

### Vídeos musicales
| Año  | Artista             | Título                        | Álbum          | Ref.   |
| ---- | ------------------- | ----------------------------- | -------------- | ------ |
| 2016 | Artificial Pleasure | I'll Make It Worth Your While | The Bitter End | [ 28 ] |
| 2017 | Little Cub          | Too Much Love                 | Still Life     | [ 29 ] |

## Teatro
| Año  | Título                                      | Papel      | Teatro                   | Ref.   |
| ---- | ------------------------------------------- | ---------- | ------------------------ | ------ |
| 2014 | El hombre almohada                          | Michael    | Oxford Playhouse         | [ 30 ] |
| 2015 | Romeo y Julieta                             | Romeo      | Southwark Playhouse      | [ 31 ] |
| 2017 | Against                                     | Estudiante | Almeida Theatre          | [ 32 ] |
| 2017 | A Girl in School Uniform (Walks into a Bar) | Bell       | West Yorkshire Playhouse | [ 33 ] |
| 2018 | Mrs. Dalloway                               | Lucrezia   | Arcola Theatre           | [ 34 ] |
| 2019 | Las brujas de Salem                         | Elizabeth  | The Yard Theatre         | [ 35 ] |

## Premios y nominaciones
| Año  | Premio                              | Categoría                                                             | Trabajo            | Resultado | Ref.          |
| ---- | ----------------------------------- | --------------------------------------------------------------------- | ------------------ | --------- | ------------- |
| 2023 | Premios Globo de Oro                | Mejor actriz de serie de televisión - Drama                           | La casa del dragón | Nominado  | [ 36 ] [ 37 ] |
| 2023 | MTV Movie & TV Awards               | Mejor Actuación Revelación                                            | La casa del dragón | Nominado  | [ 38 ]        |
| 2023 | Asociación de Críticos de Hollywood | Mejor actriz en una serie de televisión o televisión por cable, drama | La casa del dragón | Nominado  | [ 39 ]        |
| 2024 | Premios Saturn                      | Mejor actriz en televisión                                            | La casa del dragón | Nominado  | [ 40 ]        |